# 愛爾蘭國會
爱尔兰议会是爱尔兰立法机构，為兩院制，由愛爾蘭參議院和愛爾蘭眾議院组成。众议院議員由直接選舉產生，擁有較多的權力。兩院都於倫斯特府。众议院議員共有160人，每屆任期最長為五年，愛爾蘭總理有權解散议会。參議院議員共有60人，透過總理任命和間接選舉等方式產生。法律的成立需經兩院的投票通過和總統簽字，但基本上總統和参议院不會否決众议院通過的法案。

## 相關事件

### 印表機事件
2018年，愛爾蘭國會向日本品牌Komori購買一台80萬8千歐元的印表機，因送達時發現印表機的大小進不了門，導致國會花費23萬6千歐元整修大門。2019年9月28日，該印表機於辦公室裝設完畢。《愛爾蘭時報》指出，由於國會員工需要接受額外的員工訓練才有辦法操作該印表機，所以向國會要求加薪，否則將繼續閒置印表機，經當地媒體報導後，引發愛爾蘭民眾和政壇的不滿，輿論紛紛指出國會做出決策的過程應更加公開透明。
愛爾蘭廣播電視報導表示，愛爾蘭眾議院與公共帳目委員會負責人芬尼根將進行調查。

## 外部連結
- 官方网站

53°20′30″N 6°15′17″W / 53.34167°N 6.25472°W